# Władysław Paszkowski (1912–2005)
Władysław Paszkowski, herbu Zadora, pseudonim „Poręb” (ur. 5 października 1912 w Berdiańsku, zm. 22 listopada 2005 w Londynie), porucznik Armii Krajowej, żołnierz  Zgrupowania „Żywiciel”.

## Życiorys
Studiował na Wydziale Nauk Humanistycznych Katolickiego Uniwersytetu Lubelskiego, był nauczycielem w gimnazjum w Szczebrzeszynie, w młodości mieszkał wraz ze swoimi rodzicami: Janem i Anielą w Zwierzyńcu. Młody Władysław, po wstąpieniu do ZWZ i AK, przybył do Warszawy. Tu 29 kwietnia 1944 roku ożenił się z Elżbietą z Mikusińskich Paszkowską (zm. 29 listopada 1999 r.). Uroczystość zaślubin odbyła się w kościele parafialnym pw. św. Stanisława Kostki na warszawskim Żoliborzu, gdzie mieszkał. Jest autorem listów powstańczych, które pisał do swojej żony i przesyłał za pośrednictwem łączniczek AK. Do jego najbliższej rodziny należą: nieżyjące już rodzeństwo: siostra Domicilla, brat Edward oraz córka Magdalena z Paszkowskich Motylińska (ur. 31 stycznia 1945 r. w Opocznie, wnuk Piotr Motyliński (ur. 18 sierpnia 1972 r., prawnuk Karol Jan Motyliński (ur. 10 stycznia 2005 r.) i Marcin Wiktor Motyliński (ur. 27 kwietnia 2007 r.).
Uczestniczył w powstaniu warszawskim 1944 r. Uciekłszy z hitlerowskiego transportu na Pawiak, przedostał się poza granice kraju. Przebywał w obozie jenieckim Altengrabow bei Magdeburg. Od 1945 r. mieszkał w Szkocji, gdzie uczęszczał do szkoły wojskowej. Później przeprowadził się do Anglii, gdzie zamieszkał w Londynie. Tam ukończył studia inżynierskie i otworzył własną firmę – biuro projektów pod nazwą „W. Paszkowski & Partners Ltd”. Brał udział w projektowaniu Gladessville Bridge, na Paramatta River w Australii, a także innych inwestycji na terenie Anglii, Libii, w Kairze i wielu innych miejscach. 
Zmarł otoczony rodziną dnia 22 listopada 2005 r., przeżywszy 93 lata, w tym 60 lat na emigracji. Dnia 30 listopada 2005 roku został pożegnany mszą świętą w kościele na Hammersmith w Londynie. Dnia 14 stycznia 2006 r. jego doczesne prochy spoczęły w grobie rodzinnym na cmentarzu w Zwierzyńcu.